# 福岡県道561号周船寺有田線
福岡県道561号周船寺有田線（ふくおかけんどう561ごう すせんじありたせん）は、福岡県福岡市西区から福岡市早良区に至る一般県道である。

## 概要
福岡市西区周船寺1丁目から福岡市早良区有田交差点までを区間とする。

### 路線データ
- 起点：福岡県福岡市西区周船寺1丁目（周船寺交差点、国道202号交点、福岡県道566号大原周船寺停車場線上）
- 終点：福岡県福岡市早良区有田3丁目（有田交差点、福岡県道558号内野次郎丸弥生線交点）

## 路線状況

### 重複区間
- 福岡県道566号大原周船寺停車場線（福岡市西区周船寺1丁目・周船寺交差点（起点） - 福岡市西区周船寺2丁目）
- 国道202号（福岡市西区今宿町 - 福岡市西区今宿町・今宿谷交差点）
- 福岡県道560号都地姪浜線（福岡市西区橋本2丁目 - 福岡市西区橋本1丁目・橋本橋交差点）

### 道路施設

#### 橋梁
- 金剛橋（周船寺川、福岡市西区）
- 八丈橋（七寺橋、福岡市西区）
- 榛目橋（福岡市西区）
- 橋本橋（室見川、福岡市西区 - 福岡市早良区）

## 地理

### 通過する自治体
- 福岡市（西区 - 早良区）

### 交差する道路
| 交差する道路                                                               | 市町村名 | 市町村名 | 交差する場所 | 交差する場所        |
| -------------------------------------------------------------------------- | -------- | -------- | ------------ | ------------------- |
| 国道202号 福岡県道566号大原周船寺停車場線 重複区間起点                     | 福岡市   | 西区     | 周船寺1丁目  | 周船寺交差点 / 起点 |
| 福岡県道566号大原周船寺停車場線 重複区間終点                               | 福岡市   | 西区     | 周船寺2丁目  |                     |
| 国道202号 / 今宿道路                                                       | 福岡市   | 西区     | 徳永北       | 徳永東交差点        |
| 国道202号 / 今宿道路 重複区間起点                                          | 福岡市   | 西区     | 今宿町       |                     |
| 国道202号 / 現道                                                           | 福岡市   | 西区     | 今宿町       | 今宿大塚交差点      |
| 国道202号 重複区間終点                                                     | 福岡市   | 西区     | 今宿町       | 今宿谷交差点        |
| 国道202号 / 福岡外環状道路 福岡県道560号都地姪浜線 / バイパス 重複区間起点 | 福岡市   | 西区     | 橋本2丁目    | 橋本西交差点        |
| 福岡県道560号都地姪浜線 / 現道 重複区間起点                                | 福岡市   | 西区     | 橋本2丁目    |                     |
| 福岡県道560号都地姪浜線 重複区間終点                                       | 福岡市   | 西区     | 橋本1丁目    | 橋本橋交差点        |
| 福岡県道558号内野次郎丸弥生線 / 原通り・旧早良街道                         | 福岡市   | 早良区   | 有田3丁目    | 有田交差点 / 終点   |

### 交差する鉄道
- 筑肥線

### 沿線
- 福岡市立福岡西陵高等学校
- 福岡リハビリテーション病院
- 福岡市立生の松原特別支援学校
- 福岡県立福岡講倫館高等学校